# Vrpčasta keramika
Vrpčasta keramika (njem. Schnurkeramik, engl. Corded Ware, franc. ceramique cordée), u širem smislu je kompleks srodnih arheoloških kultura kasnoga srednjoeuropskog eneolitika i ranog brončanog doba, odnosno sjevernoeuropskog neolitika (III. tisućljeće pr. Kr.). Zajednička su im obilježja: pojedinačni kosturni grobovi, često pod humkom, keramički vrčevi i amfore ukrašeni otiskom vrpce ili imitacijom takvog otiska, kamene bojne sjekire te nedostatak nalazišta naselja. Nositelji kulture bili su Indoeuropljani, koji su imali značajnu ulogu u indoeuropeizaciji starog europskog pučanstva. Vidi: Kultura vrpčaste keramike.
U užem smislu pojam označava keramičko posuđe ukrašeno otiskivanjem sukane (pletene) uzice ili vrpce koje se pojavljuje u različitim razdobljima i u različitim prapovijesnim kulturama.